# Целищев, Пётр Дмитриевич
Пётр Дмитриевич Целищев — русский исследователь, полярник-радист, участник научных экспедиций в Арктику и Антарктику.

## Биография
Родился в Барнауле в 1914 году, в семье капитана речного флота.
В школе, где он учился, организовали кружок радиолюбителей, где он получил первые навыки, выучил азбуку Морзе, собрал детекторный приёмник и начал проводить сеансы радиосвязи.
После окончания средней школы короткое время работал на радиостанции в Новосибирске, а затем устроился на работу радистом в Енисейское пароходство, где плавал на теплоходе «Красноярский рабочий» по Енисею.
В 1934 году состоялся его первый рейс в Карское море. Последующие три года работал на острове Диксон. Потом была работа на мысе Челюскина и на мысе Шмидта. Затем вернулся на Диксон, где он был начальником радиобюро и диспетчером по связи.
В годы Великой Отечественной войны Пётр Дмитриевич вновь служил на Диксоне, где помогал в проводке союзнических судов по северному морскому пути в рамках Ленд-лиза и боевым действиям в северных морях.
Весной 1954 года принял участие в научной экспедиции на дрейфующей станции «Северный полюс-4».
В конце 1955 года Целищева пригласили принять участие в работе Первой советской антарктической экспедиции. Работал сначала начальником выносной станции Оазис в трёхстах километрах от посёлка Мирный. А в 1957—1958 годах возглавлял строительство станции Новолазаревская.
В 1959 году он вернулся в Барнаул, к родителям, устроился работать радистом в Барнаульский речной порт. Трижды избирался депутатом Барнаульского городского Совета.
Умер в феврале 1984 года на 72-м году жизни, замёрзнув у печки в родительском доме.
Похоронен в Барнауле на Черницком кладбище.

## Награды
За доблестный труд по освоению Арктики и Антарктиды был награждён двумя орденами Трудового Красного Знамени, двумя Знак Почёта несколькими медалями.